# Corydoras adolfoi
Corydoras adolfoi är en fiskart som beskrevs av Burgess 1982. Corydoras adolfoi ingår i släktet Corydoras och familjen Callichthyidae. IUCN kategoriserar arten globalt som livskraftig. Inga underarter finns listade i Catalogue of Life.